# Liste der Kulturgüter in Brüttelen
Die Liste der Kulturgüter in Brüttelen enthält alle Objekte in der Gemeinde Brüttelen im Kanton Bern, die gemäss der Haager Konvention zum Schutz von Kulturgut bei bewaffneten Konflikten, dem Bundesgesetz vom 20. Juni 2014 über den Schutz der Kulturgüter bei bewaffneten Konflikten sowie der Verordnung vom 29. Oktober 2014 über den Schutz der Kulturgüter bei bewaffneten Konflikten unter Schutz stehen.
Objekte der Kategorie A sind vollständig in der Liste enthalten, Objekte der Kategorie B sind im Gemeindegebiet nicht ausgewiesen, Objekte der Kategorie C fehlen zurzeit (Stand: 29. Januar 2024). Unter übrige Baudenkmäler sind Objekte zu finden, die im Bauinventar des Kantons Bern als «schützenswert» verzeichnet sind.

## Kulturgüter
| Foto |                 | Objekt                                        | Kat. | Typ | Standort                                 | Beschreibung |
| ---- | --------------- | --------------------------------------------- | ---- | --- | ---------------------------------------- | --- |
| ja   | Datei hochladen | Eisenzeitliche Grabhügelgruppe KGS-Nr.: 09575 | A    | F   | Schaltenrain / Grossholz 577171 / 208730 | Gruppe von zehn Grabhügeln aus der Hallstattzeit. Bestattet waren die Toten mit Bernstein, Keramik, Schmuck und Waffen. In einigen Gräbern wurden besondere Beigaben geborgen, darunter Bronzegefässe (Situla), Glas, Reste von Geschirrteilen, Rädern und Wagen sowie ein goldenes Gehänge. Objekt liegt auf den Gemeindegebieten von Brüttelen (KGS-Nr. 9575), Ins (KGS-Nr. 949), Lüscherz (KGS-Nr. 9574) und Vinelz (KGS-Nr. 17225). |

## Übrige Baudenkmäler
Hinweis: Anstelle der KGS-Nummer wird als Objekt-Identifikator (ID) die Grundstücksnummer verwendet.
| ID  | Foto |                 | Objekt                                  | Typ | Standort                          | Beschreibung |
| --- | ---- | --------------- | --------------------------------------- | --- | --------------------------------- | ------------ |
| 2   | BW   | Datei hochladen | Ehemaliges Badgebäude (1737)            | G   | Mühlegasse 34 577033 / 207862     |              |
| 2   | BW   | Datei hochladen | Brunnen (um 1825)                       | K   | Mühlegasse N.N. 577028 / 207851   |              |
| 10  | BW   | Datei hochladen | Schulhaus (1910/11)                     | G   | Mühlegasse 4 577794 / 207958      |              |
| 10  | BW   | Datei hochladen | Ehemaliges Schulhaus (1837/38)          | G   | Lindengasse 7 577837 / 208002     |              |
| 10  | BW   | Datei hochladen | Brunnen (19. Jh.)                       | K   | Lindengasse N.N.1 577857 / 207981 |              |
| 21  | BW   | Datei hochladen | Ehemaliges Schulhaus/Ofenhaus (um 1800) | G   | Gäserz 3 578649 / 209032          |              |
| 228 | BW   | Datei hochladen | Ehemalige Mühle (1874)                  | G   | Mühlegasse 32 577393 / 207894     |              |
| 228 | BW   | Datei hochladen | Ehemaliges Ofenhausstöckli (19. Jh.)    | G   | Mühlegasse 32a 577414 / 207888    |              |
| 246 | BW   | Datei hochladen | Ehemaliges Bauernhaus (1821)            | G   | Mühlegasse 30 577506 / 207920     |              |
| 246 | BW   | Datei hochladen | Ehemalige Öle bzw. Sägemühle (1792)     | G   | Mühlegasse 30a 577508 / 207897    |              |
| 321 | BW   | Datei hochladen | Ehemaliger Wohnstock (16./17. Jh.)      | G   | Lindengasse 6 577875 / 207981     |              |
| 347 | BW   | Datei hochladen | Ehemalige Mühle (1807)                  | G   | Mühlegasse 8 577753 / 207926      |              |
| 347 | BW   | Datei hochladen | Ehemalige Schmiede (um 1800)            | G   | Mühlegasse 10 577737 / 207898     |              |
| 383 | BW   | Datei hochladen | Ehemaliges Bauernhaus (1764)            | G   | Treitenstrasse 2 577920 / 207862  |              |
| 426 | BW   | Datei hochladen | Ehemaliges Bauernhaus (1781)            | G   | Lindengasse 20 577850 / 208033    |              |